# 天野遠景
天野 遠景（あまの とおかげ）は、平安時代末期、鎌倉時代初期の武将。藤原南家工藤氏の一族で、吉川氏と同族である。伊豆国田方郡天野に住して、その地名を取り天野氏と称した。

## 生涯
永治元年（1141年）に鎌倉の亀谷で生まれたとする文献がある。平家の家人であったが、天野郷が蛭ヶ小島に近かったこともあり、仁安2年（1167年）頃、伊東祐親の下で幽閉生活を送っていた源頼朝と狩や相撲を通じて交流を持ち、親交を深めた。そのため頼朝の挙兵当初から付き従うこととなる。
天野氏は狩野川河口を中心に駿河湾で活動する存在だったと見る説もある。
治承4年（1180年）、石橋山の戦いに息子・政景とともに参戦するが敗北を喫する。その後は伊豆国内で平氏方と交戦したとみられ、同年10月の富士川の戦いの後、平氏軍に合流しようとした伊東祐親を捕縛した。寿永2年（1183年）には信濃国を中心として勢力を拡大する木曾義仲への使者を務め、義仲の嫡子・義高を人質とすることに成功した。
元暦元年（1184年）には頼朝の命を受け、甲斐源氏の一条忠頼を謀殺。
なお、治承4年（1180年）10月の伊東祐親を捕縛記事以降元暦元年（1184年）の一条忠頼殺害事件まで『吾妻鏡』には遠景は一切登場していないこと、またその頃の伊豆国や東駿河は頼朝の支配する地域と甲斐源氏の支配するのは地域の境目にあった為、遠景は頼朝と甲斐源氏有力者双方に名簿を提出して二つの主君に仕えて二股を掛けた可能性があるともされている
同年8月、源範頼の平氏追討軍に従い周防国から豊後国へ渡る。文治元年（1185年）3月11日には平氏追討に大功のある12人のうちの一人として頼朝より感状を受けた。同年末には追放された源義経の探索と、鎮西における鎌倉幕府勢力の確立を目的に創設された九州惣追捕使に補任され、律令制度上の鎮西統治機関である大宰府の機構に関与してその実権を握った。肥前国での豪族の狼藉の停止や、宇都宮信房と鬼界ヶ島の平氏残党を征伐するなど、遠景は九州・大宰府方面で10年近くの長きに渡って活躍した。しかし鎮西御家人らの協力は得られず、また遠景の鎮西における新儀非法に対する寺社や荘園領側の抵抗も激しく、遠景は建久5年（1194年）頃までには奉行職を解任され、鎌倉へ帰還することとなる。
建久10年（1199年）正月の頼朝死去に伴い、出家して蓮景と号した。その後の梶原景時の変や建仁3年（1203年）9月の比企能員暗殺にも関与している。没年は不明だが、死期も近い承元元年（1207年）6月2日、治承4年以来の勲功11ヶ条を挙げて恩賞を望んでいる事から、晩年は不遇であったと見られる。『幕府諸家系譜』では承元2年（1208年）8月15日に63歳で死去、『萩藩閥閲録』では貞応元年（1222年）12月27日に死去したとされている。

## 画像集

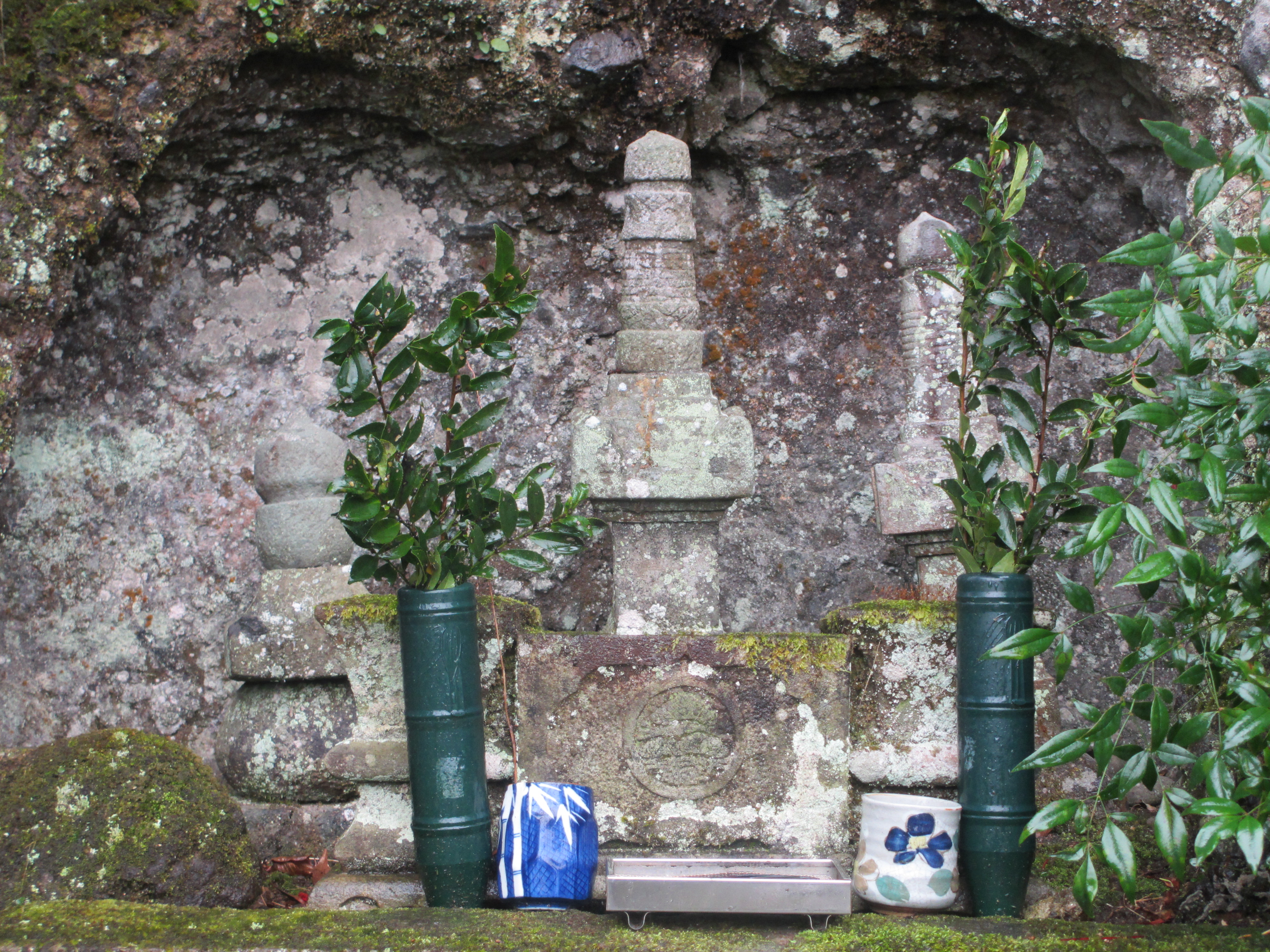
天野遠景公の墓（説明板によれば向って左子政景公・右弟光景公）
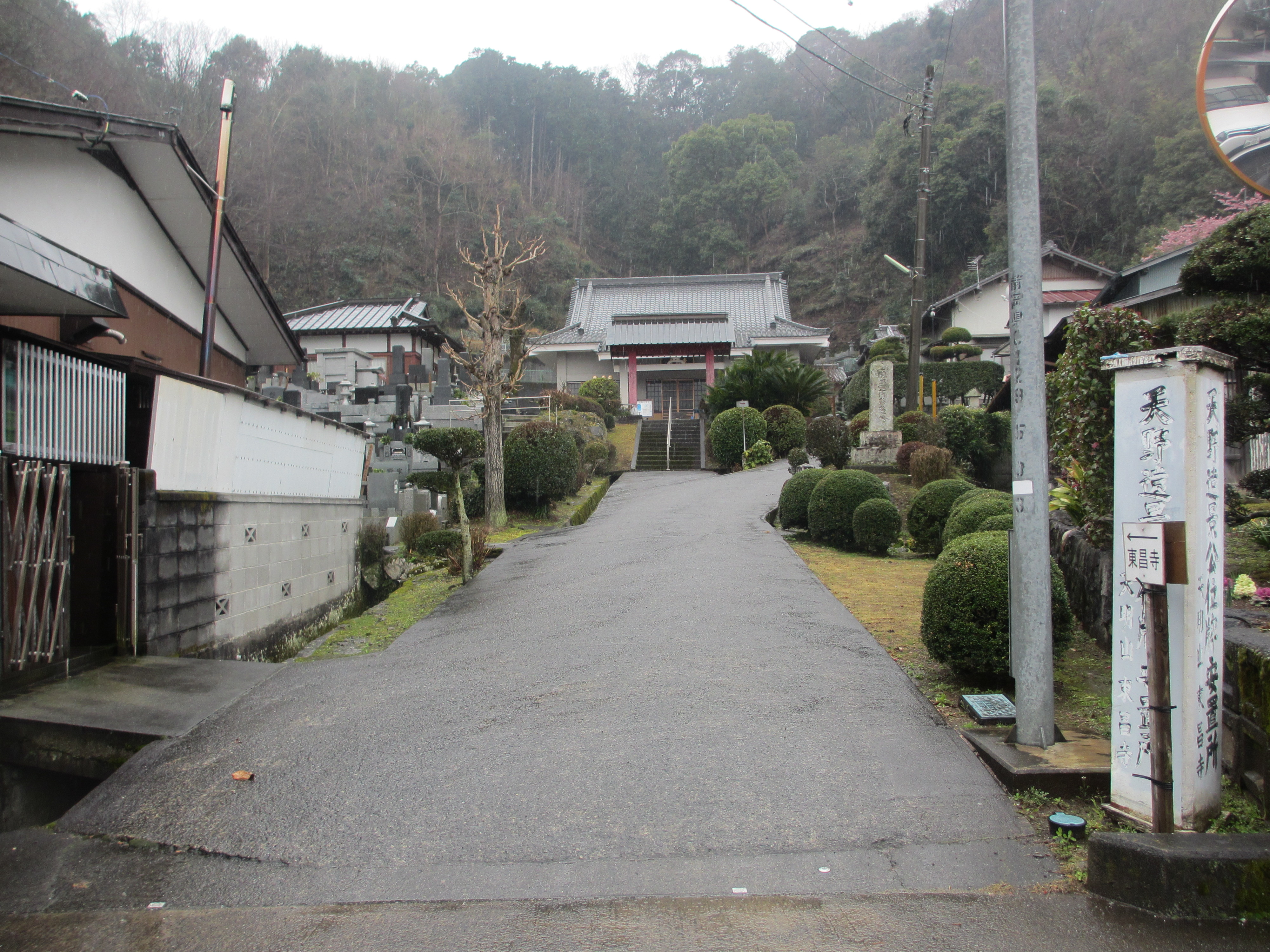
東昌寺（天野遠景・政景・光景公の位牌現存）

## 関連作品
テレビドラマ
- 『草燃える』（1979年、NHK大河ドラマ、演：坂本由英）
- 『義経』（2005年、NHK大河ドラマ、演：真夏竜）